# Andrea Santacroce
Andrea Santacroce (ur. 22 listopada 1655 w Rzymie, zm. 10 maja 1712 tamże) – włoski kardynał.

## Życiorys
Urodził się 22 listopada 1655 roku w Rzymie, jako syn Scipione Santacroce i Ottavii Corsini. Studiował na La Sapienzy, gdzie uzyskał stopień doktora utroque iure. Następnie został klerykiem i referendarzem Najwyższego Trybunału Sygnatury Apostolskiej, a w latach 1682–1686 pełnił funkcję gubernatora Tivoli. 12 grudnia 1689 roku został mianowany arcybiskupem tytularnym Seleucii i asystentem Tronu Papieskiego, otrzymując dyspensę z powodu nieosiągnięcia kanonicznego wieku 30 lat. 27 lutego 1690 został nuncjuszem apostolskim w Polsce, a 16 kwietnia przyjął sakrę. W lutym 1696 papież mianował go reprezentantem Stolicy Apostolskiej przy cesarzu, a trzy miesiące później zrezygnował z nuncjatury w Polsce. 14 listopada 1699 został kreowany kardynałem prezbiterem i otrzymał kościół tytularny S. Maria del Popolo. Na początku 1700 roku zrezygnował z funkcji dyplomatycznych, a rok później został biskupem Viterbo. W latach 1707–1708 pełnił funkcję kamerlinga Kolegium Kardynalskiego. Zmarł 10 maja 1712 roku w Rzymie.